# Патерга
Патерга — река в России, протекает в Лукояновском районе Нижегородской области. Устье реки находится в 290 км по левому берегу реки Тёша. Длина реки составляет 12 км.
Исток реки на Приволжской возвышенности севернее села Салдаманов Майдан в 15 км к юго-западу от города Лукоянов. Исток находится на водоразделе Суры и Оки, южнее села Салдаманов Майдан берёт начало Мокрая Чеварда. Река течёт на северо-восток по безлесой местности, протекает село Салдаманово. Впадает в Тёшу чуть ниже села Ульяново.

## Данные водного реестра
По данным государственного водного реестра России относится к Окскому бассейновому округу, водохозяйственный участок реки — Тёша от истока и до устья, речной подбассейн реки — Бассейны притоков Оки от Мокши до впадения в Волгу. Речной бассейн реки — Ока.
По данным геоинформационной системы водохозяйственного районирования территории РФ, подготовленной Федеральным агентством водных ресурсов:
- Код водного объекта в государственном водном реестре — 09010300212110000030403
- Код по гидрологической изученности (ГИ) — 110003040
- Код бассейна — 09.01.03.002
- Номер тома по ГИ — 10
- Выпуск по ГИ — 0